# Albert H. Taylor
Pour les articles homonymes, voir Taylor et Albert Taylor.
Albert Hoyt Taylor (1er janvier 1879 à Chicago, Illinois, États-Unis – 11 décembre 1961 à Los Angeles, Californie, États-Unis) était un ingénieur en électrotechnique américain à qui on doit des travaux importants sur les premiers radars.

## Formation
Albert Taylor entre à l'Université Northwestern en 1896. En 1899 il travaille pour la Western Electric Co. Il retourne à Northwestern en 1900 où, un semestre avant d'être diplômé, le manque d'argent le contraint à accepter un poste d'enseignant au Michigan State College. Il obtient le Baccalauréat en sciences de l'Université de Northwestern en 1902. De 1903 à 1908 il enseigne à l'Université du Wisconsin-Madison avant de partir pour l'Allemagne pour ses études du troisième cycle où il obtient son doctorat à l'Université de Göttingen en 1909. De retour aux États–Unis il accepte la direction du département de physique de l'Université du Dakota du Nord où il construit une station radio expérimentale et étudie les antennes et la propagation des ondes. Il conserve ce poste jusqu'en 1917.

## Première Guerre mondiale
Le 13 mars 1917, Taylor est nommé lieutenant de réserve de la Marine américaine, il est affecté aux 9e, 10e et 11e secteurs maritimes de la station navale de Great Lakes, en Illinois, jusqu'au 12 octobre 1917. Au début de l'implication des États-Unis dans la Première Guerre mondiale, il est nommé officier de communication, neuvième secteur maritime à Goat Lake, Illinois. Il est directeur des communications maritimes, Washington DC, jusqu'au 17 octobre 1917. Ensuite il est directeur des communications à la station radio de la marine américaine à Belmar, New Jersey, jusqu'au 25 juillet 1918. Il est nommé à la direction de la division expérimentale de la station de l'aéronavale à Hampton Roads, Virginie, à partir du 30 septembre 1918 pour travailler sur les communications radio aéronautiques. Ensuite, il est directeur du Laboratoire de radiocommunications aéronautiques, Anacostia, Washington D.C. Puis, il est promu lieutenant commander de réserve de la Marine le 8 juin 1918 et enfin commander le 14 novembre 1918. Il quitte la Marine en 1922 mais reste à Anacostia comme employé civil jusqu'à sa retraite.

## Recherche radar
À la fin de l'année 1922, Albert Taylor et Leo C. Young, alors qu'ils expérimentaient sur les radiocommunications, remarquent qu'un bateau de bois naviguant sur le Potomac fait des interférences avec leurs signaux. En réalité, il s'agit du premier écho radar à ondes entretenues. L'année suivante le Naval Research Laboratory (laboratoire de recherches de la Marine américaine) est créé et Taylor est nommé directeur de son département radio. Au début des années 1930, l'idée d'un radar à onde pulsée commence à poindre chez Taylor et Young, en même temps que chez les chercheurs allemands et anglais. Taylor charge un de ses assistants, Robert Morris Page, de construire un prototype opérationnel ; la question est réglée en 1934. Au cours de l'année 1937, ses équipes mettent au point un radar sur navire connu sous le nom de Radar CXAM, une technique très proche de celle du Chain Home britannique.
Albert Taylor restera au Naval Research Laboratory jusqu'à sa retraite en 1948. Il meurt en 1961, quelques semaines avant son 83e anniversaire.

## Affiliation professionnelle
En 1929, Albert Taylor est président de l'Institute of Radio Engineers (IRE), et, de 1936 à 1942 il collabore au Communication Committee de l’American Institute of Electrical Engineers. Ces deux organismes fusionnent en 1963 pour donner l’Institute of electrical and electronics engineers (IEEE).

## Récompenses
- 1927 - Prix du mémorial Morris N. Liebmann de l'Institute of Radio Engineers pour ses recherches sur les ondes courtes.
- 1942 - IEEE Medal of Honor pour sa « contribution aux communications radioélectriques comme ingénieur et organisateur, y compris ses travaux novateurs dans les applications pratiques des vibrateurs en cristal piézoélectrique dans le réglage des émetteurs, dans les toutes premières découvertes et études des distances de sauts et autres problèmes liés à la propagation des ondes courtes, et pour les nombreuses années passées au service du gouvernement des États–Unis d'Amérique comme directeur technique d'une compétence hors du commun à conduire le département radio du Naval Research Laboratory ».

## Œuvres
- (en) Radio Reminiscences: A Half Century (Souvenirs de radio : un demi–siècle), U.S. Naval Research Laboratory, Washington. D.C., 1948; réédité en 1960.